# قلعه گریک
قلعه گریک مربوط به سده‌های ۴ تا۶ ه.ق است و در شهرستان شاهرود، بخش بیارجمند، دهستان بیارجمند، ۱۰ کیلومتری شمال روستای دستجرد واقع شده و این اثر در تاریخ ۳ خرداد ۱۳۸۶ با شمارهٔ ثبت ۱۹۱۴۱ به‌عنوان یکی از آثار ملی ایران به ثبت رسیده است.